# Naqqāreh Kūb-e Jadīd
Naqqāreh Kūb-e Jadīd (persiska: نقاره كوب جديد) är en ort i Iran.   Den ligger i provinsen Östazarbaijan, i den nordvästra delen av landet, 500 km nordväst om huvudstaden Teheran. Naqqāreh Kūb-e Jadīd ligger 1 310 meter över havet och antalet invånare är 314.
Terrängen runt Naqqāreh Kūb-e Jadīd är kuperad västerut, men österut är den platt. Naqqāreh Kūb-e Jadīd ligger nere i en dal.Runt Naqqāreh Kūb-e Jadīd är det ganska glesbefolkat, med 27 invånare per kvadratkilometer. Närmaste större samhälle är Ahar, 13,7 km väster om Naqqāreh Kūb-e Jadīd. Trakten runt Naqqāreh Kūb-e Jadīd består i huvudsak av gräsmarker.